# 克羅地亞歐雅魚
克羅地亞歐雅魚（學名：Squalius zrmanjae）為輻鰭魚綱鯉形目雅羅魚科的其中一種，分布於歐洲克羅埃西亞Zrmanja河流域，本魚體延長，頭部淺，圓錐形，吻部延長，背部輪廓略呈圓形，下顎短，長度小於鰓蓋深度，側線上方各側鱗有明顯的黑色三角形斑點，體長可達28公分，生活習性不明。